# Bergk
Bergk ist ein deutscher Familienname.

## Varianten
- Berg, Bergen, Bergener, Berger, Bergner

## Namensträger
- Johann Adam Bergk (1769–1834), deutscher Privatgelehrter
- Theodor Bergk (1812–1881), deutscher Altphilologe